# Ставецьке
Ставе́цьке — село в Україні, у Новогуйвинській селищній громаді Житомирського району Житомирської області. Населення становить 55 осіб.

## Історія
До Другої світової війни Ставецький хутір.
Село постраждало внаслідок геноциду українського народу, проведеного урядом СССР 1932—1933.
16 листопада 1942 року очільник генерального округу "Житомир" Ернст Ляйзер видав наказ про створення адміністративного округу "Геґевальд" ("Заповідний ліс") — адміністративно-територіальної одиниці Генеральної округи Житомир Райхскомісаріату Україна, куди увійшло село. У складі округу село перебувало до приходу Червоної армії у  лютому 1944 року.
12 червня 2020 року, відповідно до розпорядження Кабінету Міністрів України № 711-р «Про визначення адміністративних центрів та затвердження територій територіальних громад Житомирської області» увійшло до складу Новогуйвинської селищної територіальної громади.
19 липня 2020 року, в результаті адміністративно-територіальної реформи та ліквідації Житомирського району (1939—2020), село увійшло до складу новоутвореного Житомирського району.